# Lina Magaia
Lina Magaia, née le 21 février 1945 à Lourenço Marques (auj. Maputo) et morte le 27 juin 2011 dans la même ville, est une femme de lettres, journaliste et ancienne combattante de la guerre pour l'indépendance mozambicaine. C'est une femme aux multiples facettes, qui s'est démarquée au cours de sa vie dans des domaines aussi variés que l'écriture, le cinéma, le développement rural, ou encore en tant que soldat pour libérer son pays du joug colonial.

## Biographie
Sœur aînée d'Albino Magaia (1947-2010), également écrivain et militant, Lina Júlia Francisco Magaia est née à Maputo en 1945. Pendant ses études, elle rejoint le Front de Libération du Mozambique (FRELIMO) et est emprisonnée pendant trois mois, pour ses activités politiques. Elle est l'une des premières femmes du Mozambique à recevoir une bourse pour étudier à l'étranger. Elle obtient un baccalauréat en sciences à l'université de Lisbonne. Par la suite, elle gagne la Tanzanie pour une formation militaire et, en 1975, elle devient membre de l'armée de libération du FRELIMO.
En 1980, elle participe au projet de zones vertes de l'Organisation des femmes de Mozambique, qui vise à fournir des denrées alimentaires dans les zones urbaines, et deux ans plus tard, elle devient directrice adjointe de la ferme d’État de Maragra à Manhiça dans la Province de Maputo. En 1986, elle devient directrice du développement agricole du district de Manhiça, dans la Province de Maputo, mais ce travail s'effectue sous la menace et les attaques du mouvement RENAMO au cours des conflits post-indépendance, internes au Mozambique. Dans cette période, elle contribue également comme journaliste à deux titres de presse, Noticias, et Tempo.
Ses livres Dumba Nengue, en 1987, et Duplo massacre en Moçambique  (Double Massacre au Mozambique) en 1989 s'appuient sur les témoignages de survivants des atrocités de la guerre civile du Mozambique et contiennent des épisodes illustrant la nature sauvage de la guerre. Un troisième livre, Delehta, en 1994, créé pendant la guerre, est en partie de la fiction, en partie documentaire. Il s'apparente au courant du roman non fictionnel. Son ouvrage, Recordacoes da Vovo Marta (Souvenirs de grand-mère Marta), publié en 2011, est constitué sur la base d'entretiens longs avec une des plus anciennes femmes du Mozambique, à 99 ans, Marta Mbocota Guebuza, mère de l'ancien Président mozambicain Armando Guebuza.
Elle meurt le 27 juin 2011, des suites d'une maladie cardio-vasculaire.

## Publications
- Dumba Nengue: Historias Trágicas do Banditismo (1987).
- Duplo massacre en Moçambique: Histórias trágicas do banditismo – II (1989)
- Delehta: Pulos na vida (1994)
- A cobra dos olhos verde (roman; 1997)
- Memories of Grandma Marta (2011)